# 中华东正教会

魏克托尔大主教

中华东正教会（官方标准全名）是在中华人民共和国极度有限存在、得到中华人民共和国政府承认的东正教自治教会。1957年根据中苏两国政府协定而脱离母会俄罗斯正教会自治，末代东正教北京传道团團長維克托爾大主教在很短時間內祝聖杜潤臣（上海）與姚福安（北京）兩位中國籍主教，並祝聖多名中國籍神父以推動東正教在地化，並接收俄羅斯在華傳教團與境外俄羅斯東正教會的教堂。1966年“文革”开始之前有將近兩萬信徒，多為俄羅斯族與阿尔巴津人，主要分布於北京、哈爾濱與上海。文化大革命中，全中國的東正教堂幾乎被充公或拆除，神職人員被迫勞甚至罹難。改革開放后，僅有少部分教堂恢復東正教的宗教活動。

## 中国东正教史
东正教会与中国最早的接触可能发生于唐玄宗开元年间，按《旧唐书·拂菻传》；开元七年曾有一名“大德僧”来到唐朝朝贡。然而这名大德僧之后的去向不明。

### 俄羅斯教團
1665年，哥萨克士兵切尔尼科夫斯基于伊利姆斯克犯罪，并胁迫当地修道院长叶尔莫根一起逃亡至雅克萨。1671年，叶尔莫根在雅克萨建立了一所修道院。
1685年時，俄罗斯正教会人员通過西伯利亞抵達北京。在那一年，康熙帝把31名被俘的雅克薩居民安置到黑龍江。司祭馬克西姆·列昂惕夫與那三十位信徒就到了北京獻堂，成為中國第一所東正教會堂。他們的後裔（今日的阿爾巴津人）雖然已經中國化了，但還是持守正教信仰。
東正教北京傳道團，於1714年在北京建立俄羅斯館，由清廷理藩院监管。
1860年后，俄罗斯流民开始进入额尔古纳旗，随后的俄国内战使得许多白俄和神职人员逃亡至当地，至1922年，当地俄民人口达9883人，有教堂19座，多木质。当地至今仍有相当数量的（2000余人）俄罗斯族和一座教堂并一名神父。
正教会在新疆的由来较为特殊，最早进入新疆的正教会团体是俄罗斯正教会的一個分支、反对尼孔牧首改革的旧礼仪派。他们为了躲避俄罗斯教会的迫害而逃亡至新疆，时间为18世纪末。十月革命后，又有更多的旧礼仪派正教徒迁入新疆。1906年，俄罗斯祭司尼古拉于乌鲁木齐建立了该城第一座东正教堂。
兩位俄羅斯學者教父尼基塔·比丘林與修道主教帕拉第阿斯·卡法羅夫彙編了一本《漢俄合璧韻編》。義和團運動期間，這教團的損失慘重，其圖書館被摧毀。
1902年，沙皇尼古拉二世钦定北京教团团长神品为“佩列亚斯拉夫尔主教”。英诺肯提乙主教在任期间，向一般中国民众的传教变得更为积极。十月革命后，苏联政府颁布了政教分离的法令，莫斯科牧首吉洪对此表示了抵制并遭逮捕。在中国的英诺肯提乙拒绝向苏联政府交付中国的正教会财产，并于1922年正式成立中华东正教会。
2016年5月21日，下诺夫哥罗德及阿尔扎马斯都主教格奥尔吉向俄罗斯正教会香港聖彼得聖保羅堂的中國籍神父安纳托利·龚長明神父捐赠了萨罗夫的塞拉芬圣像并为中华正教会祈祷。

## 组织结构

### 停止活动前

#### 北京教区
- 主教：瓦西里·姚福安主教[6]
- 主教座堂：聖母安息教堂（北館）

#### 天津教区
- 历任负责人：
  1. 西麦翁·杜润臣主教[7]
  2. 约安·杜立昆神父
- 主教座堂：天津聖尼古拉堂

#### 上海教区

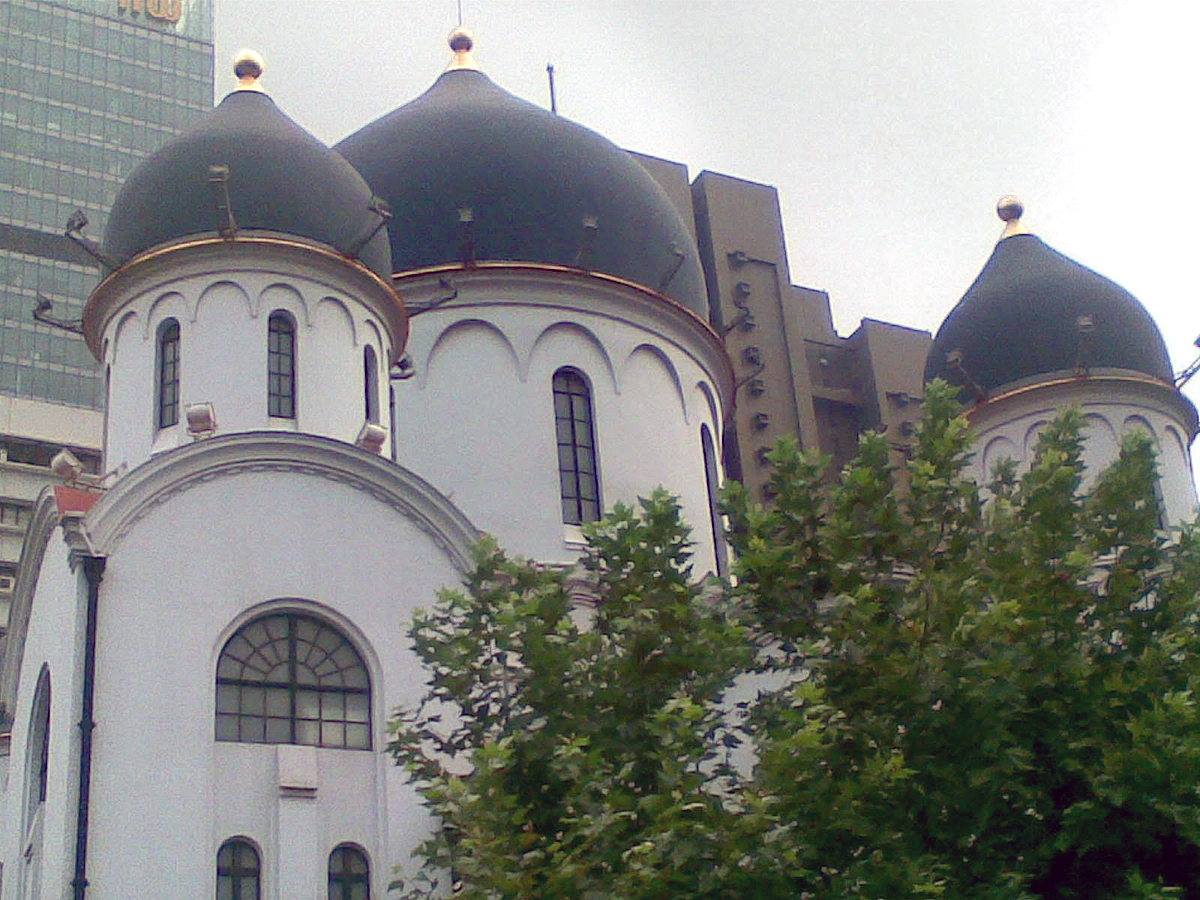
上海圣母大堂

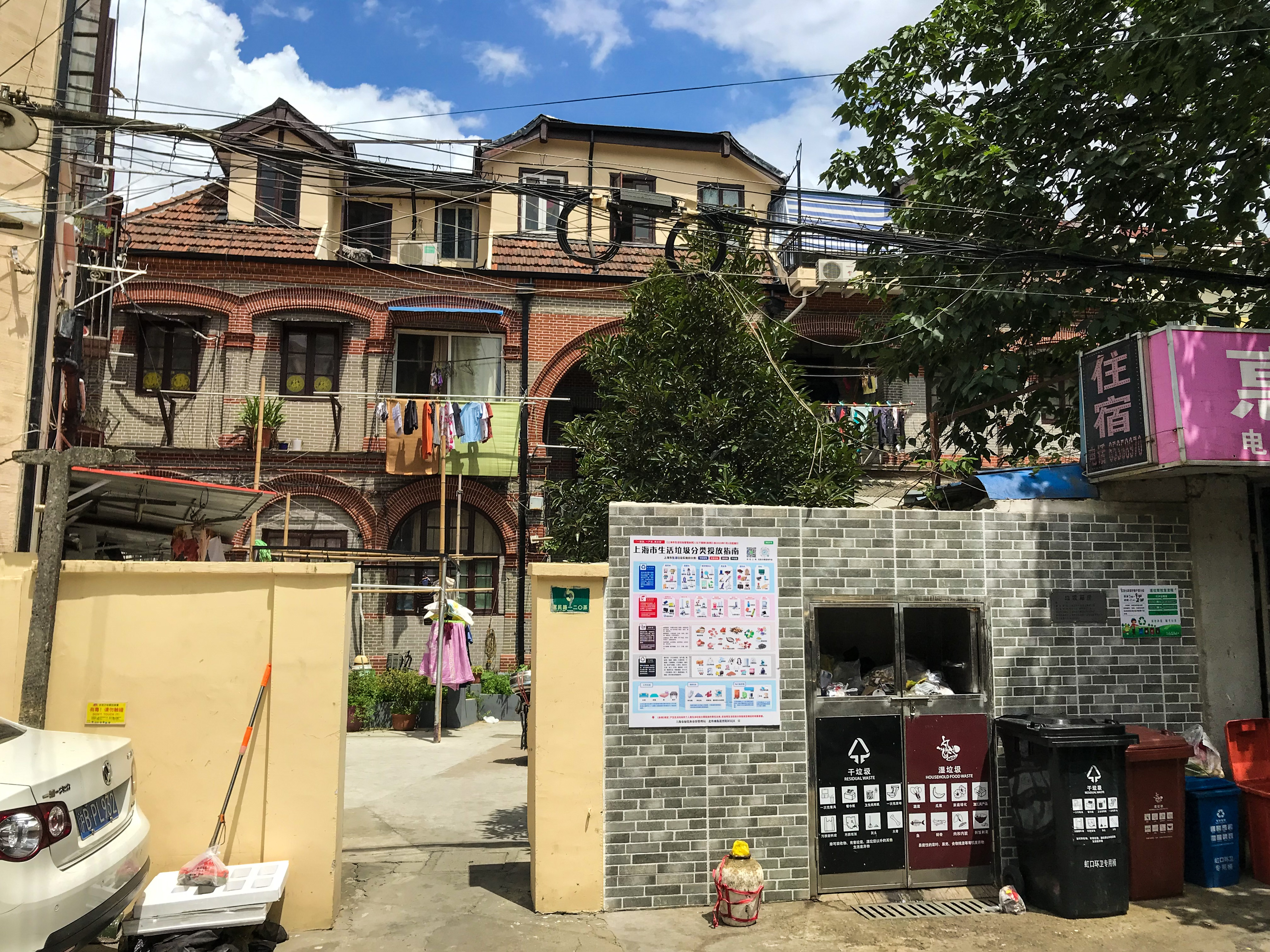
惠民路救主堂

- 主教：西麦翁·杜润臣主教[7]
- 主教座堂：圣母大堂
- 圣尼古拉堂
- 救主堂

#### 汉口

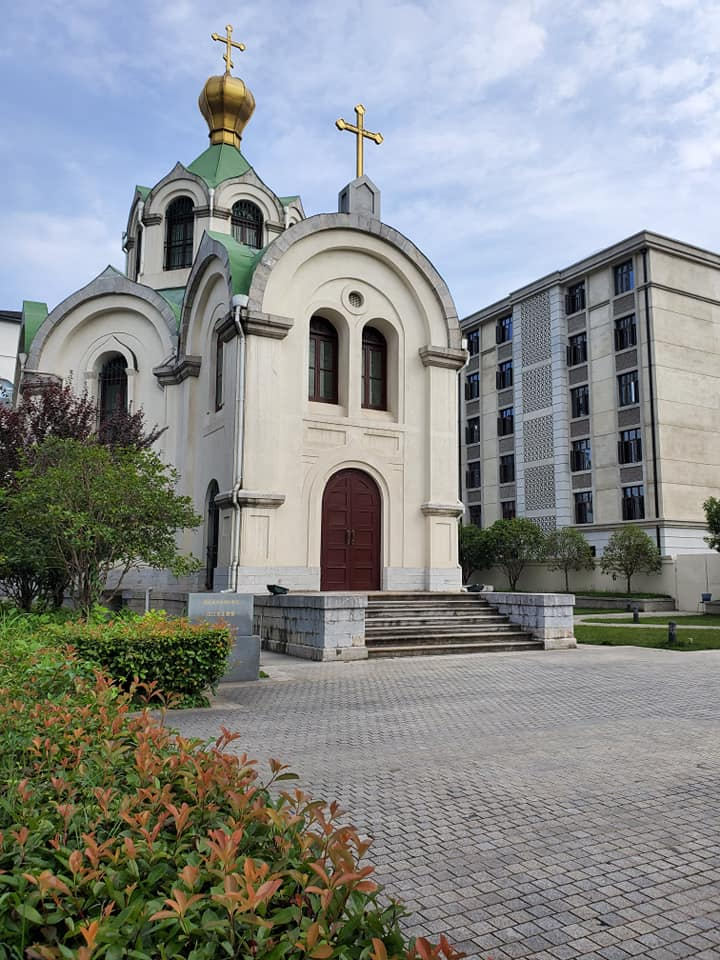
汉口圣亚历山大大堂（阿列克桑德聂夫堂）

- 汉口圣亚历山大大堂（阿列克桑德聂夫堂）
  - 历任负责人[2]：
    1. 杜弼宁神父（阿尔巴津人后裔）
    2. 德树志神父（阿尔巴津人后裔）

#### 哈尔滨教区
- 圣尼古拉中央大教堂
- 圣母领报教堂
- 圣伊维尔教堂
- 圣索菲亚教堂
- 圣阿列克谢耶夫教堂，1980年改为天主教堂
- 圣母帡幪教堂
- 圣母安息教堂

### 恢复活动后

#### 黑龙江
- 中华东正教会哈尔滨教会[1]
  - 圣母帡幪教堂

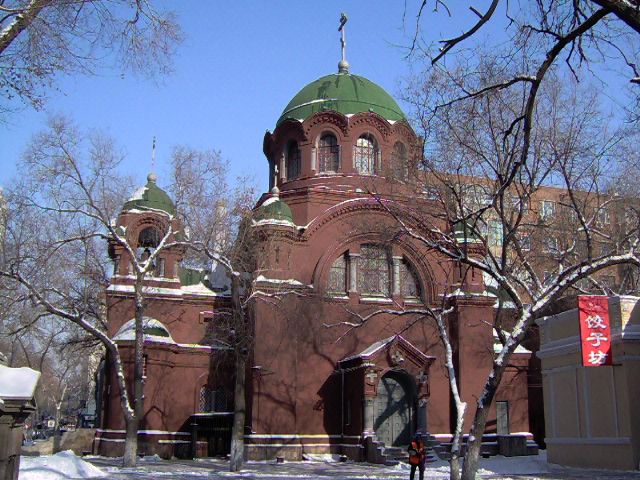
哈尔滨圣母帡幪教堂

    - 格里高利·朱世朴神父（2000年去世）
    - 亞歷山大·遇石神父（2016年開始於教堂任職）

  - 施浸者圣约安教堂哈尔滨皇山俄侨墓地：哈尔滨政府出资修复后1995年开放[8]

#### 内蒙古
- 内蒙古东正教圣英诺肯提乙堂，位于中国内蒙古自治区呼伦贝尔市额尔古纳，1967年文化大革命间被拆除。1999年政府协助重建，2009年中国东正教之弥哈依尔·王泉生神父与富锡亮诵经士主持教堂祝圣礼[9]。2017年8月30日经国家宗教事务局批准，额尔古纳东正教堂管理委员会成员巴维尔·孙明 Paul Sun Ming；Павел Сунь Мин，前往圣彼得堡神学院进修。2018年3月30日，孙明被祝圣为副辅祭[10]。11月21日，帕维尔·孙明受彼得霍夫主教塞拉芬按立为司祭，2018年底，孙明神父已在内蒙古的教堂主持事奉圣礼。2024年左右，教堂楼体质量出现问题，因评定为危房而暂停礼仪活动，恢复日期待定。[11]

#### 新疆
- 乌鲁木齐市东正教堂，现无神职人员，由当地信徒组成的该堂民主管理委员会管理。
- 伊宁市东正教堂

#### 北京
- 俄羅斯駐華大使館内，俄羅斯使館由原本北館的聖英諾肯提十字架堂改建而成。
- 北京聖母安息教堂，2008年后已整修回教堂，且被中國政府允許舉行宗教儀式。目前仅允许非中国籍人员参加活动。

#### 上海
- 新樂路東正教堂，上海市民族和宗教事务委员会许可外籍人士在聖誕節與復活節举行东正教宗教礼仪的场所。

### 引用
1. 1 2  《黑龙江省宗教事务管理条例[永久]》第二十四条：“本条例所称宗教团体，是指依法成立的……、中华东正教会哈尔滨教会，以及在省和市、县（市区）其他依法成立的宗教团体。”
2. 1 2  武汉市志(1840-1985) > 社会志 > 目录 > 宗教 > 东正教 Archive.today的存檔，存档日期2013-07-13：“1954年………各地东正教均改称为‘中华东正教会’”
3. ↑  Bays, Daniel H. . Malden, MA: Wiley-Blackwell. 2012: 209–216. ISBN 978-1-4051-5955-5.
4. 1 2 3 4  石衡潭. . 东正教研究. 2017, (第一辑): 287-304.
5. ↑   （页面存档备份，存于）	
Икона преп. Серафима Саровского с частицей святых мощей угодника преподана в дар приходу в Гонконге
6. ↑  北京主教瓦西里·姚福安 （页面存档备份，存于），“中国正教会”网站
7. 1 2  上海主教西麦翁·杜润臣 （页面存档备份，存于），“中国正教会”网站
8. ↑  . 哈尔滨教堂.   [2012-05-19]. （原始内容存档于2019-12-29） （中文（中国大陆））.
9. ↑  . 內蒙古东正教堂.   [2009-08-30]. （原始内容存档于2019-08-08） （中文（中国大陆））.
10. ↑  .   [2018-03-30]. （原始内容存档于2020-11-20） （俄语）.
11. ↑  . 香港圣彼得圣保罗教堂.   [2018-12-31]. （原始内容存档于2020-11-04）.